# Léonie Abo
Wassis Hortense Léonie Abo más conocida como Léonie Abo (nacida en 1945) fue una activista durante la Rebelión de Kwilu.

## Biografía
Wassis Hortense Léonie Abo nació en 1945 en un lugar llamado Malungu en lo que entonces era el Congo Belga. Fue criada por padres adoptivos cuando su madre murió al dar a luz; como resultado de este último evento, se le dio el nombre de "Abo", que significa "triste" en el idioma Bambunda. Fue testigo de cómo su padre adoptivo le llevaba un palo a su esposa, lo que resultó en una paliza que terminó con un brazo roto. Estaba bien educada, comenzando la escuela a las siete y pasando a una escuela misionera a las nueve.Fue una comadrona entrenada temprana y a la edad de catorce años estaba supervisando los partos.
Entró en un matrimonio arreglado abusivo en Gaspar Mumputo en septiembre de 1959. Las monjas que la educaron le habían contado sobre las tentaciones de la carne y recordó que su noche de bodas estaba llena de dolor y sangre. Su matrimonio terminó después de junio de 1962, cuando su marido la llevó a ella y a su posible amante a los tribunales. Fue enviada a la cárcel durante un mes. Abo fue engañada para que se uniera a un grupo de rebeldes por sus hermanos. En enero de 1964, ella todavía formaba parte de ese grupo cuando se levantaron como parte de la Rebelión de Kwilu contra el gobierno.
El rebelde Pierre Mulele se casó con ella y pasaron cinco años junto a guerrilleros leales a Mulele. Fue tratada con un respeto desproporcionado debido a su marido. Se decepcionó cuando su marido tomó a otra esposa y planeó tomar una tercera. En 1968, después del asesinato de su marido, huyó a Congo-Brazzaville mientras temía por su vida. Abo ha hecho un gran esfuerzo para grabar sus propias obras y las de Pierre Mulele. El libro belga Une Femme du Congo (Una mujer congoleña), de Ludo Martens, cuenta la historia de la vida de Abo.